# Franz Armin Morat
Franz Armin Morat (* 1943 in Eisenbach) ist ein deutscher Kunstsammler, Kunsthistoriker und Museumsgründer.

## Leben
Morat war Sohn des Unternehmers Franz Morat jun. Er studierte in Heidelberg und Köln Kunstgeschichte. Zusammen mit seiner Schwester übernahm er 1977 die Gesellschafteranteile seines Vaters. Diese übertrug er 1992 an seine Söhne. Er gründete 1983 das Morat-Institut für Kunst und Kunstwissenschaft. Als dessen Leiter baute er eine überregional beachtete Sammlung auf. Die finanziellen Herausforderungen überstiegen jedoch zusehends die ererbten Mittel. Schließlich meldete Morat Privatinsolvenz an. Dennoch konnte durch Verkäufe von Werken der Sammlung der Museumsbetrieb aufrechterhalten werden. Morat kuratierte als Leiter des Instituts zahlreiche Ausstellungen in und außerhalb der Stiftung. Seine Stiftung gab in diesem Zusammenhang zahlreicher Publikationen heraus.

## Sammlung und Ausstellungsgebäude
Die von Morat zusammengetragene Sammlung umfasst nahezu 7.500 Grafiken und 500 Gemälde und Skulpturen. Darunter sind Arbeiten von Dürer, Rembrandt und Goya. Eine Besonderheit sind die großen Konvolute von Werken einzelner Künstler, z. B. Kurt Kocherscheidt oder Artur Stoll.
Neben westlicher Kunst verfügt das Museum über eine Sammlung von über 200 Skulpturen aus Burkina Faso, deren Qualität aber umstritten ist.
Zum Stiftungsvermögen gehört auch eine umfangreiche Bibliothek mit etwa 50.000 Bänden kunstwissenschaftlicher Literatur.
Morat brachte die Sammlung in einer eigenen Kunsthalle unter, eingerichtet in den ehemaligen Werkhallen des einstigen familieneigenen Chemiebetriebs. Die drei Hallen des Gebäudes an der Lörracher Straße 31 haben zusammen 2000 Quadratmeter Ausstellungsfläche.
Am 11. November 2023, anlässlich des 80. Geburtstag des Gründers, gab Morat die Stiftung an seine Söhne ab.
2024 kaufte die Stadt Freiburg die Ausstellungshallen und sicherte somit den Bestand der Sammlung Morat als öffentliches Museum. Die südliche Ausstellungshalle wird künftig für die wissenschaftliche Aufarbeitung der Sammlung genutzt, die mittlere Halle von der Städtischen Galerie und die dritte Halle wird Freiburger Kunstinitiativen zur Verfügung gestellt.